# Alfombra de Baluch
La alfombra Baluch es un tipo de alfombra persa. Contrariamente a lo que su nombre indica, no se fabrican en el Baluchistán sino en el Jorasán oriental y en el oeste de Afganistán, por tribus baluches.

## Descripción
La alfombra baluch es sobre todo una alfombra de oración. El aspecto general del nicho es la única característica común de estas alfombras; las decoraciones usadas son extraordinariamente variadas. El motivo más extendido es una cúpula de mezquita a cada lado del nicho. Algunas piezas representan un árbol de la vida, y otras tienen una decoración muy esquemática, con rombos coloreados.
Las alfombras baluch que no son de oración presentan también una gran variedad de decoraciones, y de motivos prestados de otras procedencias, como el gül o el minah-khani.
Los colores más empleados son el rojo y el azul para el campo y los motivos, así como el beige (color de pelo de camello). El blanco también se usa mucho, hasta el punto de, en algunos casos, romper la armonía general de la alfombra. En cuanto a los colores del borde y los motivos, el amarillo y el naranja son habituales.
- Datos: Q557267
- Multimedia: Baloch carpets / Q557267